# 高板街道
高板街道，原为高板镇，是中华人民共和国四川省成都市金堂縣下辖的一个乡镇级行政单位。2019年12月，撤销平桥乡、高板镇，设立高板街道，以原平桥乡和原高板镇所属行政区域为高板街道的行政区域，高板街道办事处驻兴桥社区商业街42号。

## 行政区划
高板街道下辖以下地区：
兴桥社区、石龙社区、天堂村、东岳村、杨溪村、玉溪沟村、风林村、安桥村和高龙村。